# 伊巴拉马
伊巴拉马是巴西南大河州的一个市镇。总面积193.109平方公里，总人口4331人，人口密度22.4人/平方公里。